# Helsa-Wickenrode
Helsa-Wickenrode war eine kurzlebige Gemeinde im nordhessischen Landkreis Kassel. Heute gehört ihr ehemaliges Gebiet zur Gemeinde Helsa.

## Geschichte
Im Zuge der Gebietsreform in Hessen lösten sich am 1. Dezember 1970 die bis dahin selbständigen Gemeinden Helsa und Wickenrode auf und fusionierten freiwillig zur neuen Gemeinde Helsa-Wickenrode.
Bereits am 1. August 1972 wurde die Gemeinde Helsa-Wickenrode kraft Landesgesetz zusammen mit Eschenstruth und St. Ottilien in die neu gegründete heutige Gemeinde Helsa eingegliedert.